# Neurogomphus zambeziensis
Neurogomphus zambeziensis är en trollsländeart som beskrevs av Cammaerts 2004. Neurogomphus zambeziensis ingår i släktet Neurogomphus och familjen flodtrollsländor. IUCN kategoriserar arten globalt som livskraftig. Inga underarter finns listade i Catalogue of Life.